# Oh Young-ki
Oh Young-ki (hangul: 오 용기), född den 11 november 1965, är en sydkoreansk handbollsspelare.
Han tog OS-silver i herrarnas turnering i samband med de olympiska handbollstävlingarna 1988 i Seoul.